# 屠倬 (嘉靖進士)
屠倬（1487年—1570年），字文卿，號東厓，浙江寧波府鄞縣人，屠僑的胞弟，甬上屠氏第八世，明朝政治人物。進士出身，官至江西按察司副使兵備饒州。

## 生平
治《易經》，行三十二，由國子生中式丙子科（1516年）浙江鄉試第二十五名舉人，年三十七歲中式嘉靖二年（1523年）癸未科會試第二百六十四名，第二甲第一百三十名進士。嘉靖十一年（1532年）擔任泉州府知府，有惠政。十三年（1534年）以兄屠僑任福建左布政使，因例回避，調任河南南陽府知府。十七年（1538年）正月升江西按察司副使，饒州兵備，二十一年（1542年）去職。

## 家族
曾祖屠子良；祖父屠琛，教諭；父屠湖，贈監察御史。母方氏，贈孺人。永感下。兄屠俌、屠保、屠佑、屠佺、屠僑（監察御史）、弟屠儼、屠佶。